# Consommation intérieure de matières
La consommation intérieure de matières (domestic material consumption, DMC en anglais), mesure la quantité totale de matières directement utilisées par une économie et est définie comme la quantité annuelle de matières premières extraites du territoire national, plus toutes les matières physiques importées moins toutes les matières physiques exportées.
Les données se réfèrent aux métaux, aux minerais non métalliques (minerais pour la construction et l'industrie), la biomasse (bois, aliments) et les gisements d'énergies fossiles.
La consommation intérieure de matières est un indicateur suivi par l'organisme européen de statistiques Eurostat
La consommation intérieure de matières par habitant est le premier des 11 indicateurs clés pour le suivi de l'économie circulaire, retenus par le ministère français de la transition écologique.